# عليا الخامسة
العليا الخامسة تشير إلى موجة الخامسة من الهجرة اليهودية إلى فلسطين من أوروبا وآسيا بين سنوات 1929 و1939. بدأت موجة الهجرة الخامسة بعد أعمال شغب فلسطين 1929، وبعد العودة من الأزمة الاقتصادية في فلسطين في عام 1927، خلال الفترة من عليا الرابعة. وكانت نهاية موجة الهجرة هذه مع بداية الحرب العالمية الثانية.
هذه الموجة الهجرة بدأت كرائدة ولكن مع المزيد من الأبعاد، وقد استلمت طابع الهجرة الجماعية بين عامي 1933-1935 بسبب الاضطهاد العنصري في ألمانيا النازية. وكانت أعمال الشغب في الانتداب خلال فترة 1936 أضعفت موجة الهجرة ولكن خلال السنوات 1938-1939 الآلاف من المهاجرين هاجروا جزء منها بطريقة غير مشروعة. وصل 265,000 يهوديًا إلى فلسطين.

## أسباب الهجرة
- وتسبب صعود هتلر والحزب النازي إلى السلطة هزة كبيرة في حياة اليهود في ألمانيا وأوروبا الشرقية، الذين لم يسمح لهم بالعودة ويكونوا قادة الاقتصاد. عانى اليهود في ألمانيا النازية من الموجة الكبيرة من العدوانية المباشرة لمعاداة السامية، والعديد منهم قرر الهجرة إلى أرض فلسطين. في أغسطس 1933 تم الوصل إلى اتفقية بين الوكالة اليهودية والسلطات النازية. وبناء على ذلك تم دفع يهود ألمانيا لترك ممتلكاتهم فيما ان وفقا للقانون الألماني في تلك الفترة كان على اليهود التخلي عن ممتلكاتهم لمغادرة ألمانيا. وقد تم استيراد البضائع الألمانية أيضا إلى أرض إسرائيل. وساعدت الاتفاق ان تخدم مصالح الجانبين ومتابعة الهجرة.
- وقد تم تبادل المسؤول الاستعماري البريطاني - المسؤول البريطاني الاستعماري الجديد، آرثر اكهوب، كان موالي للصهيونية، وقدم العديد من تصاريح الهجرة وشجع الاقتصاد اليهودي والاستيطان الصهيوني.
- النمو الاقتصادي في إسرائيل - الاتفاق مع ألمانيا جلبت مبالغ كبيرة من المال وكان نقطة انطلاق لإنعاش الاقتصاد الفلسطيني بعد أزمة أواخر العشرينات من القرن الماضي.

إغلاق البوابات للولايات المتحدة - في عام 1924 قررت الولايات المتحدة تكثيف الهجرة حتى خلال فترة عليا الخامسة حافظت أبوابها مغلقة أمام أغلبية من المهاجرين على الرغم من معرفتهم الوضع الصعب لليهود في أوروبا.
- ساد المعاداة السامية في العالم - العديد من الأنظمة في البلدان الأوروبية اعتمدت على سياسة المعاداة السامية التي شجعت أعمال الشغب، والاضطهاد والقيود الاقتصادية والاجتماعية على اليهود.